# スルプスカ共和国の歴史
本項では、スルプスカ共和国の歴史（セルビア語: Историја Републике Српске / Istorija Republike Srpske）について述べる。スルプスカ共和国（セルビア人共和国）は、ボスニア・ヘルツェゴビナを構成する2つの構成体のうちのひとつである。
スルプスカ共和国の境界線は、デイトン合意がかわされてボスニア・ヘルツェゴビナ紛争が終わった時点での、軍事上の前線に概ね基づいている。したがって、その境界線に古くからの歴史的な由来はなく、1990年代の紛争の結果によるものである。このため、スルプスカ共和国の領域はボスニア・ヘルツェゴビナの歴史的な地域区分をまたいだものとなっており、その境界線は歴史的な地域区分やかつての行政上の区分を分断している。

## ボスニア・ヘルツェゴビナ紛争前

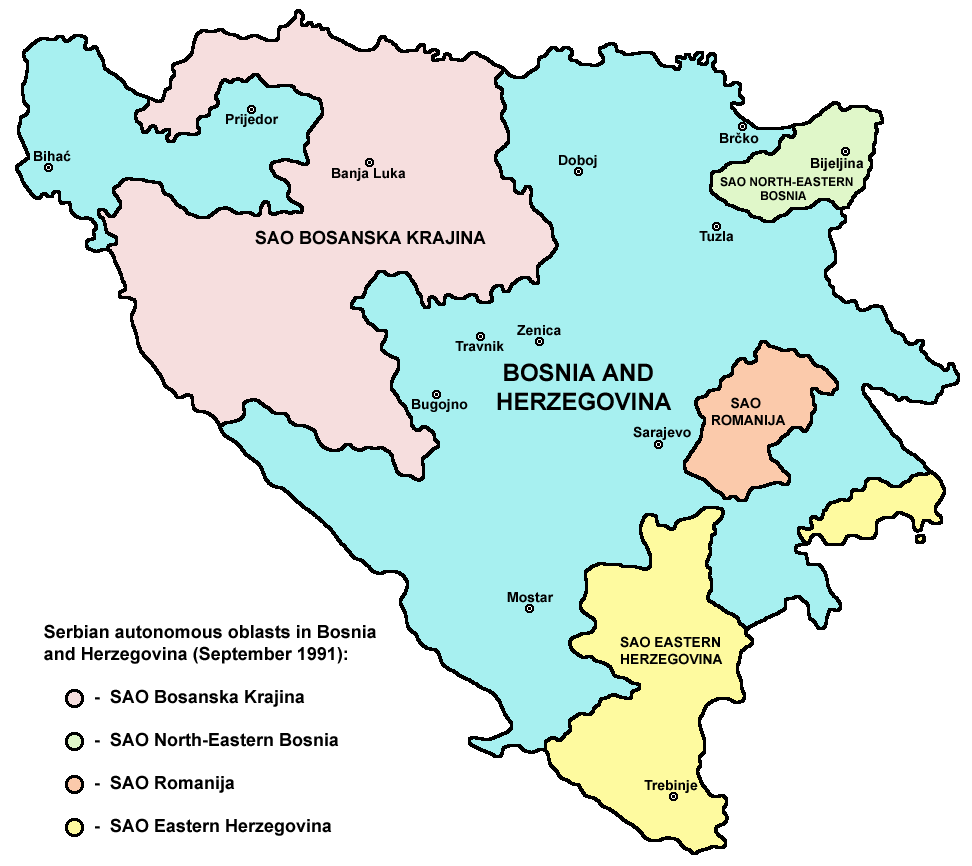
ボスニア・ヘルツェゴビナ・セルビア人自治州（1991年 - 1992年）

1991年6月25日、かつてのユーゴスラビア社会主義連邦共和国からスロベニアとクロアチアが分離するに至り、連邦の構成国であったボスニア・ヘルツェゴビナでも深刻な政治危機に陥った。1991年10月24日、同国のセルビア人の代表機関として、セルビア人による独自の議会が設置された。ボスニア・ヘルツェゴビナの3つの主要民族であるボシュニャク人、クロアチア人とセルビア人の3者すべてが合意することは不可能となり、あらゆる分野で政治的進捗が止まった。ボシュニャク人とクロアチア人はユーゴスラビア連邦からの独立を求め、セルビア人は連邦に留まることを望んでいた。
1991年11月9日から10日にかけて、ボスニア・ヘルツェゴビナの連邦への残留を問う住民投票が行われた。ボシュニャク人とクロアチア人が共同して多数派を握るボスニア・ヘルツェゴビナ議会はこの住民投票を違法と宣言し、セルビア人議会は投票結果を受け入れるとした。セルビア人議会は、投票に参加したセルビア人、あるいは連邦残留を選んだ非セルビア人が半数以上を占めるボスニア・ヘルツェゴビナの各自治体および町村は、ユーゴスラビア連邦に留まることになると宣言した。
1992年1月9日、ボスニア・ヘルツェゴビナ・セルビア人議会は、ボスニア・ヘルツェゴビナ・セルビア人共和国 (Republika srpskog naroda Bosne i Hercegovine) の成立を宣言した。2月28日、ボスニア・ヘルツェゴビナ・セルビア人共和国の憲法が採択され、「共和国」はユーゴスラビア連邦の一部である、従来のセルビア人自治州、自治体その他のセルビア人による自治組織を統一した領土を持つとされた。その領土には、「第二次世界大戦でセルビア人に対するジェノサイドが行われた結果としてセルビア人が少数派となった地域」も含むとされた。
1992年2月29日から3月2日にかけて、ボスニア・ヘルツェゴビナではユーゴスラビア連邦からの独立を問う住民投票が行われた。ボスニア・ヘルツェゴビナのセルビア人の多くは、この投票が議会におけるセルビア人の拒否権を無視した不当なものであるとして、投票をボイコットした。1992年4月6日、欧州連合は公式にボスニア・ヘルツェゴビナの独立を承認した。ボスニア・ヘルツェゴビナ・セルビア人共和国は1992年4月7日に独立を宣言し、8月12日に「国名」から「ボスニア・ヘルツェゴビナ」の語を外し、「セルビア人共和国（スルプスカ共和国）」となった。

## ボスニア・ヘルツェゴビナ紛争

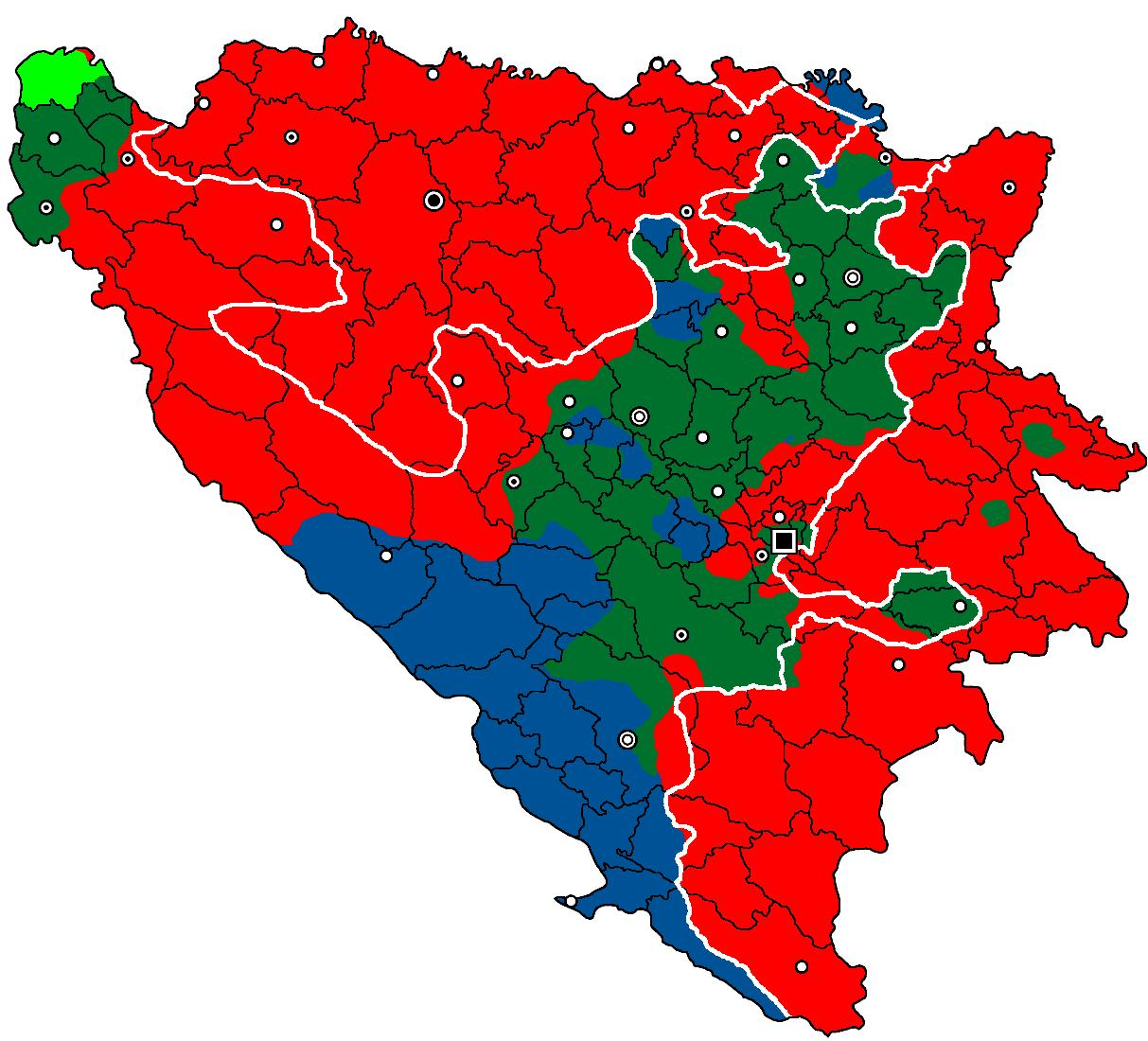
1994年の紛争の勢力図:
ボスニア・ヘルツェゴビナ共和国軍
クロアチア防衛評議会
スルプスカ共和国軍

1992年5月12日、ボスニア・ヘルツェゴビナ・セルビア人議会において、セルビア人共和国の大統領・ラドヴァン・カラジッチは、ボスニア・ヘルツェゴビナに住むセルビア人の「6つの戦略目標」を表明した
1. 他の2つの民族の領域から独立したセルビア人共和国の領土を確立する
2. センベリヤ地方とボサンスカ・クライナ地方を結ぶ回廊を確立する
3. ドリナ川渓谷地域の回廊を確立する。すなわち、セルビア人を2つの国家に分断するドリナ川国境（セルビアとボスニア・ヘルツェゴビナとの国境）を消滅させる
4. ウナ川とネレトヴァ川に沿って国境を築きあげる
5. サラエヴォを、セルビア人地域とボシュニャク人地域に分割し、2つの国家の首都とする
6. セルビア人共和国のアドリア海へのアクセスを確保する

同じ議会の会合にて、スルプスカ共和国軍 (Vojska Republike Srpske; VRS) を設置が採択され、ユーゴスラビア連邦軍第二軍管区の司令官であるラトコ・ムラディッチが参謀長に任命された。1992年5月末、ユーゴスラビア連邦軍がボスニア・ヘルツェゴビナから撤退すると、連邦軍第二軍管区の大部分はスルプスカ共和国軍に編入された。スルプスカ共和国は直ちにセルビア人の6つの戦略目標を実現することを軍事目標と定められた。この軍事目標は、1992年11月19日のラトコ・ムラディッチ将軍による戦略命令によって再確認されている。
スルプスカ共和国軍は1992年から1995年まで続いたボスニア・ヘルツェゴビナ紛争中、スルプスカ共和国の領域を維持・拡大するために戦った。1993年の時点で、スルプスカ共和国はボスニア・ヘルツェゴビナの領土の70%を支配下に収めていたが、その後次第に後退し、1995年のデイトン合意時点でスルプスカ共和国の領域はボスニア・ヘルツェゴビナ領土の49%とされた。

### 戦争犯罪
スルプスカ共和国軍の多くの司令官が、ジェノサイド、人道に対する罪、また戦時国際法違反により訴追された
紛争初期から、スルプスカ共和国軍やスルプスカ共和国の政治指導者らは、非セルビア人に対する戦争犯罪、人道に対する罪、ジェノサイド、民族浄化、強制収容所の設営、ボスニア・ヘルツェゴビナの文化的・歴史的遺産の破壊などの非難を受け続けた。
各方面のオブザーバーは一般に、ボスニア・ヘルツェゴヴィナ紛争でのセルビア人による強姦やその他の戦争犯罪の件数は他民族を大きく上回ると考えている。その被害を受けるのは主にボシュニャク人であったが、クロアチア人も含まれる。
メディアにより流出したアメリカ合衆国中央情報局 (CIA) の重要報告では、紛争において「セルビア人は最初に蛮行をはたらいた集団であり、戦争犯罪の90%を占めており、領域内から他民族の存在を抹消することを組織的に目指している」とされていた。
最も顕著な戦争犯罪として、1995年のスレブレニツァの虐殺が挙げられる。この時、8千人ほどのボシュニャク人の男性・少年が、スルプスカ共和国軍によって組織的に殺害された。また、長期間にわたって続いたサラエヴォ包囲では、1万2千人が死傷した。非セルビア人に対する民族浄化は、特にボサンスカ・クライナ地方およびドリナ川渓谷地域で多く発生した。バニャ・ルカでの事例をはじめ、多くの事例は組織的に、またスルプスカ共和国の公的機関の関与のもと行われた。こうした民族浄化によって、スルプスカ共和国を含むボスニア・ヘルツェゴビナの民族分布は一変した。
また、多数のスルプスカ共和国の高官が、オマルスカ強制収容所 (Omarska)、マニャツァ強制収容所 (Manjaca)、ケラテルム強制収容所 (Keraterm)、ウザムニツァ強制収容所 (Uzamnica)、トルノポリェ強制収容所 (Trnopolje) といった強制収容所の設営によって訴追されている。かつてコザラツ (Kozarac) におけるセルビア民主党の指導者であったドゥシュコ・タディッチ (Duško Tadić) や、プリイェドルの虐殺に関与した準軍事組織の構成員らは、後に旧ユーゴスラビア国際戦犯法廷 (ICTY) において人道に対する罪、ジュネーヴ条約に対する甚だしい違反、およびオマルスカ、トルノポリェ、ケラテルムの各強制収容所における戦時国際法違反で有罪とされている。オマルスカでは500人の死亡が確認されている。
ボスニア・ヘルツェゴビナ領土内における戦争犯罪文書化の国家委員会による調査によると、ボスニア・ヘルツェゴビナの領土内において、68.67%、789のモスクが、スルプスカ共和国軍や、その他のスルプスカ共和国の人物によって破壊・毀損されている。破壊されたモスクの多くはボスニア・ヘルツェゴビナの国家的遺産に指定されており、中には、15世紀から17世紀にかけて建造されたものを中心に、国際連合教育科学文化機関 (UNESCO) の世界遺産の一部となっていたものもある。また、カトリックの教会も同様に多くが破壊された。
宗教的建造物の他、サラエヴォ国立図書館など、数多くの世俗的な建造物もスルプスカ共和国軍により破壊されている。サラエヴォ包囲中の1992年、国立図書館は焼失した。
歴史的遺産を破壊した人物の多くは特定されていないが、ヒューマン・ライツ・ウォッチなどの国際的な人道組織は「セルビア人当局はボシュニャク人やクロアチア人の文化的・宗教的遺産の破壊を命じ、あるいは組織し、あるいは黙認した」としている。フェルハディヤ・モスク (Ferhadija Mosque) の事例（ボスニア・ヘルツェゴビナのイスラム共同体対スルプスカ共和国訴訟）では、「バニャ・ルカの当局は、宗教的・民族的な理由に基づくムスリム人への差別に積極的に関与し、あるいは少なくともそれを黙認し」、また「セルビア人政権は差別のない宗教的自由を守るという国際人権規約を順守する義務を逸脱した」としている。地方裁判所は、紛争当時のバニャ・ルカの行政指導者らに対し、イスラム共同体への4千2百万ドルの支払いを命じた。
1993年、国際連合安全保障理事会は、1991年以降の旧ユーゴスラビア地域での、各種の国際的な人道法への違反を犯した疑いのある人物を裁くために、オランダのデン・ハーグに旧ユーゴスラビア国際戦犯法廷 (ICTY) を設置した。1995年7月24日、スルプスカ共和国の大統領・ラドヴァン・カラジッチおよび ラトコ・ムラディッチを、ジェノサイド、人道に対する罪の容疑で訴追された。1995年11月14日、両者はスレブレニツァの虐殺の容疑で訴追された。2001年8月2日、スレブレニツァの虐殺に関与したスルプスカ共和国軍・ドリナ大隊の指揮官であったラディスラヴ・クルスティッチ (Radislav Krstić) 少将はジェノサイドで有罪とされた。この他、多数のスルプスカ共和国の政治指導者やスルプスカ共和国軍の軍人が各種の戦争犯罪・人道に対する罪で訴追され、裁判を受け、有罪の判決を受けている。カラジッチやムラディッチなど一部は、訴追された後、長期間にわたって逃亡を続けていた。
2006年、スルプスカ共和国の当局によって、スレブレニツァの虐殺に関与したとされる2万8千人ほどの人物の一覧が作成され、うち892人がスルプスカ共和国の自治体などで公職についていた。戦争犯罪の容疑者の逮捕と裁判は続けられており、そのためにボスニア・ヘルツェゴビナ戦争犯罪法廷の設立が計画されている。すべての戦争犯罪人の裁判が終わるには長い年月がかかると予想されている。
2004年、デン・ハーグの国際戦犯法廷は、セルビア人の軍がスレブレニツァにて8000人のムスリム人に対してジェノサイドを実行したとの判決をだした。同年11月10日、「スルプスカ共和国政府は、ボスニア内戦中に、非セルビア人に対して行われたこの犯罪に対して真に悔恨を表明し、関与したすべての人物を非難する。」との声明が発表された。

## 紛争終結後
紛争が終結した後、ボスニア・ヘルツェゴビナ上級代表を通じた国際社会による監督の下で、数多くの法制度が整備されていった。非セルビア人が「自発的に」不動産や企業をスルプスカ共和国に譲渡するといった戦時下の不当な契約を修正するために、紛争とその処理に関する多数の法が成立した。
スルプスカ共和国の社会的立場を単一民族主義から多民族主義へと改め、ボシュニャク人とクロアチア人も共和国の主要民族と認めることを目的とした憲法の改正も繰り返された。紛争中にスルプスカ共和国の当局によって呼称が変えられた地名も、一部は旧来の名前に戻された。これらの改革は、民族浄化以前の状態の復元、共和国の領域から流出した難民の帰還を推進するものであり、人権侵害として共和国に向けられた非難に応えるものである。
しかしこれら改革によって、百万人を超える難民の帰還を実際に大きく進めることはできなかった。帰還を望む難民に対する脅迫が横行しており、2001年にバニャ・ルカで起きたフェルハディヤ・モスク (Ferhadija_mosque) の事件のように、しばしば暴力的な衝突に発展する

。ボスニア・ヘルツェゴビナに住む主要3民族の間では、スルプスカ共和国に対する見方は異なっている。セルビア人にとっては、スルプスカ共和国はボスニア・ヘルツェゴビナにおけるセルビア人の生存権を保護する存在であり、他方でボシュニャク人からみれば、スルプスカ共和国の成立、存在、その名前、紋章は論争の対象となっている。

### スレブレニツァ

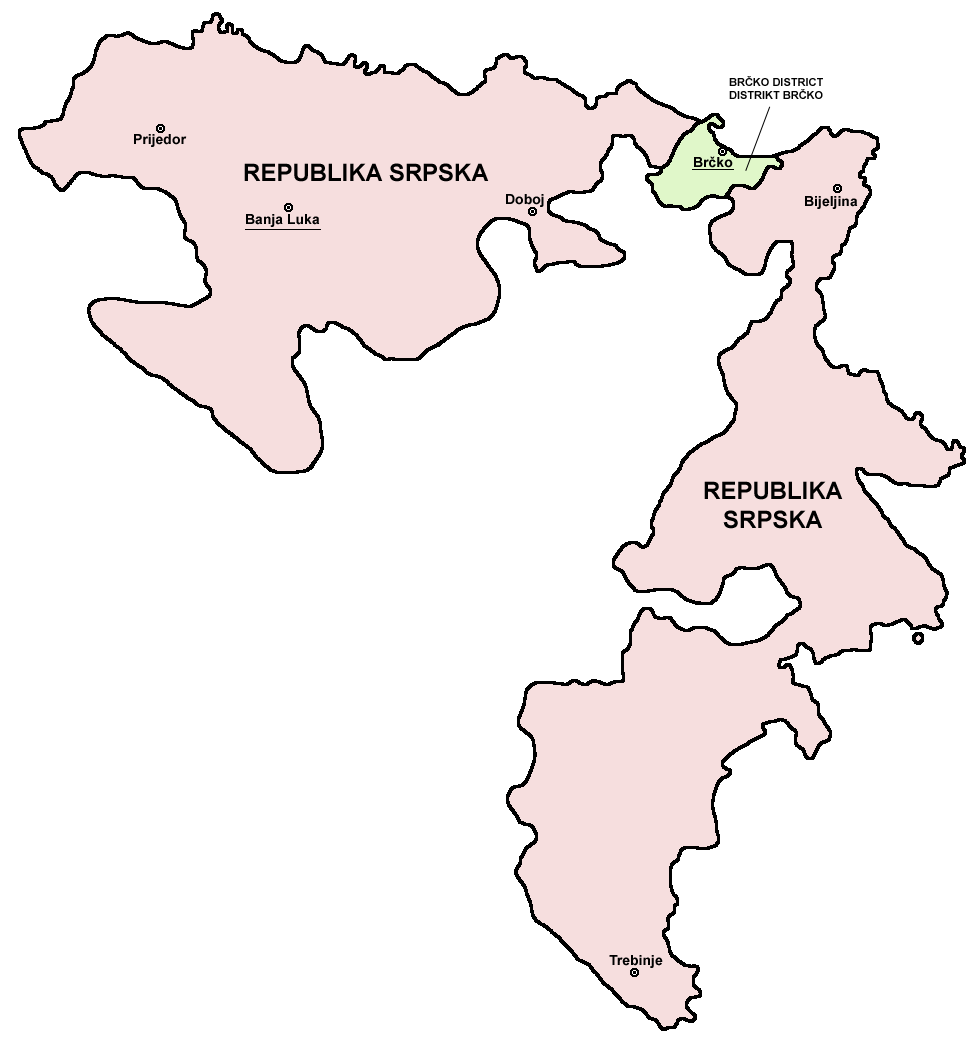

2002年9月、スルプスカ共和国ICTY協力局は、「スレブレニツァ事件に関する報告（Report about Case Srebrenica）」と題される報告書を起こした。報告書の著者はダルコ・トリフノヴィッチ（Darko Trifunović）であり、多くのセルビア人政治家の支持を受けたものであった。報告書では、1800人のムスリム人の兵士が戦闘によって死亡し、更に100人が疲労によって死亡したとされた。報告書では、「個人的復讐や国際法の無理解によってボスニア・セルビア人に殺害されたムスリム人の数は100人程度である（…）これらの犯罪が個別的に起きたものか否かを正しく明らかにするために、加害者の特定が重要である。」と記されている。。国際危機グループや国際連合は、報告書に記された内容は捏造なものであるとして非難した。
2004年、国際社会を代表してボスニア・ヘルツェゴビナの監督にあたるボスニア・ヘルツェゴビナ上級代表のパディ・アッシュダウン (Paddy Ashdown) は、スルプスカ共和国政府に対して、スレブレニツァ事件に関する調査委員会の設置を命じた。調査委員会は2004年10月に報告書を発表した。報告書では、この事件に関連して死亡あるいは行方不明となっている8,731人の名前を特定し、7,793人が1995年の7月10日から19日までの間に、938人がその後に死亡したと記されている。
委員会による調査結果について、セルビア人民族主義者の間では論争がある。彼らは報告書がボスニア・ヘルツェゴビナ上級代表からの強い圧力のもとで作成されたものであり、以前の報告書を否定するためのものであると主張している。しかし、この時のスルプスカ共和国大統領ドラガン・チョヴィッチ (Dragan Čavić) はテレビ会見にて、セルビア人勢力が数千人の一般市民を国際法に反して殺害したことを認め、スレブレニツァ事件はセルビア人の歴史に暗黒の1章を加えたとした。
スルプスカ共和国政府はスレブレニツァ調査委員会の報告書を閲覧した後、2004年11月10日に公式に謝罪した。政府は「報告書は、1995年7月にスレブレニツァ地域で大規模な犯罪が行われたことを明らかにした。ボスニア・ヘルツェゴビナ・セルビア人政府は、スレブレニツァの被害者の家族と痛みを共有し、また悲劇に対して真に悔恨し、謝罪する」と表明した。
2010年4月、スレブレニツァでの犯罪を非難する決議案は、スルプスカ共和国出身議員の反対によって否決された。スルプスカ共和国首相ミロラド・ドディク (Milorad Dodik) は2004年の報告書の見直しを始めるとして、報告書にある死者数は誇張されたものであり、当時の平和維持軍によって操作されたものであると述べた。ボスニア・ヘルツェゴビナ上級代表はこれに対して、「スルプスカ共和国政府はその決定を考え直し、自身を真実と法制度の下に置くべきであり、被害者の家族にさらなる悲嘆を与え、歴史を冒涜し、自国の印象を悪化させるよりも、調和的に行動すべきである」と述べた。